# Бондар Віталій Іванович
Бондар Віталій Іванович  (20.10.1938, смт. Нова Водолага, Харківська область, Україна; доктор педагогічних наук, професор, дійсний член Національної академії педагогічних наук України, директор Науково-дослідного центру інклюзивної освіти Інституту корекційної педагогіки та психології НПУ імені М.П. Драгоманова.
Наукова діяльність Бондаря В. І. скерована на вивчення:

- психолого-педагогічних проблем навчання і виховання дітей з інтелектуальними вадами;

- історії та теорії олігофренопедагогіки;

- перспективи розвитку системи спеціальної освіти в Україні.

## Освіта та трудовий шлях
У 1960 році Бондар В.І вступає до Київського державного педагогічного інституту імені О.М.Горького на дефектологічне відділення педадогічного факультету. Надалі продовжує навчання в аспірантурі Науково-дослідного інституту дефектології АПН СРСР в Москві, де в 1971 році захистив кандидатську дисертацію. У 1972-1974 роках перебував у відрядженні в Республіці Куба. З 1974 року Бондар В.І. працював в Київському державному педагогічному інституті імені О.М.Горького. В 1993 році призначено на посаду директора Інституту дефектології Академії педагогічних наук України.

## Наукові праці
Бондар В. І.  автор понад 260 наукових праць, що присвячені навчанню та вихованню дітей із особливими проявами психофізичного розвитку, а саме:

«Психология формирования трудовых умений учащихся» (1980);

«Трудовое обучение во вспомогательной школе» (1981);

«Трудове виховання учнів допоміжної школи» (1984);

«Підготовка учнів допоміжної школи до самостійної трудової діяльності» (1988);

«Фізика: Підручник для 7 класу допоміжної школи» (1996);

«Фізика: Підручник для 8 класу допоміжної школи» (2002);

«Фізика та побутова хімія: Підручник для 9 класу допоміжної школи» (2003);

«Проблеми корекційного навчання у спеціальній педагогіці» (2005);

«Історія олігофренопедагогіки» (2007);

«Фізика: Підручник для 7 класу допоміжної школи» (2008);

«Психолого-педагогічні основи розвитку дітей в системі М.Монтессорі» (2009);

«Особливості формування трудової компетентності розумово відсталих учнів» (2010);

«Дефектологічний словник» (2011);

«Освітня інтеграція учнів з інтелектуальними порушеннями» (2015);

«Історія олігофренопедагогіки» (2020);

«Українська спеціальна педагогіка в персоналіях» (2021).
Бондар В. І. був науковим керівником 10 майбутніх кандидатів наук.

## Сім'я
Брат - Бондар Володимир Іванович - академік Національної академік педагогічних наук України.